# ゲオルギオス・ロイロス
ゲオルギオス・ロイロス（Georgios Roilos 、ギリシャ語: Γεώργιος Ροϊλός、1867年 - 1928年8月28日）はギリシャの画家である。ミュンヘンで修業したギリシャの画家たち、「ギリシャ・ミュンヘン派」の一人であるが、より新しい世代の画家の代表的存在である。

## 略歴
現在のギリシャ、アルカディア県のStemnitsaで生まれた。1880年から1887年の間、アテネの美術学校でニキフォロス・リトラスに学んだ。1888年に1年間の奨学金を得てミュンヘンに移り、ミュンヘン美術院で、ギリシャ出身の教授、ニコラオス・ギジスに学んだ。1890年にはパリに移り、アカデミー・ジュリアンでジャン＝ジョセフ・バンジャマン＝コンスタンやジャン＝ポール・ローランスに学んだ。
1894年にアテネに戻り、翌年アテネの美術学校の教授、スピリドン・プロサレンティス(Spyridon Prosalentis:1830–1895)が死去した後、後任の教授に任命された。1903年にロンドンに移り、リバプールにも2年ほど滞在した。1908年にアテネに戻り、アテネの美術学校に復職し、1810年から1827年まで教えた。
1828年にアテネで没した。
様々な題材を描き、1897年に起きた希土戦争の戦闘の場面も描いた。「ギリシャ・ミュンヘン派」の画家たちの作品のスタイルは「アカデミック美術」のスタイルであるが、ロイロスの風景画には印象主義のスタイルが見られる。

## 作品

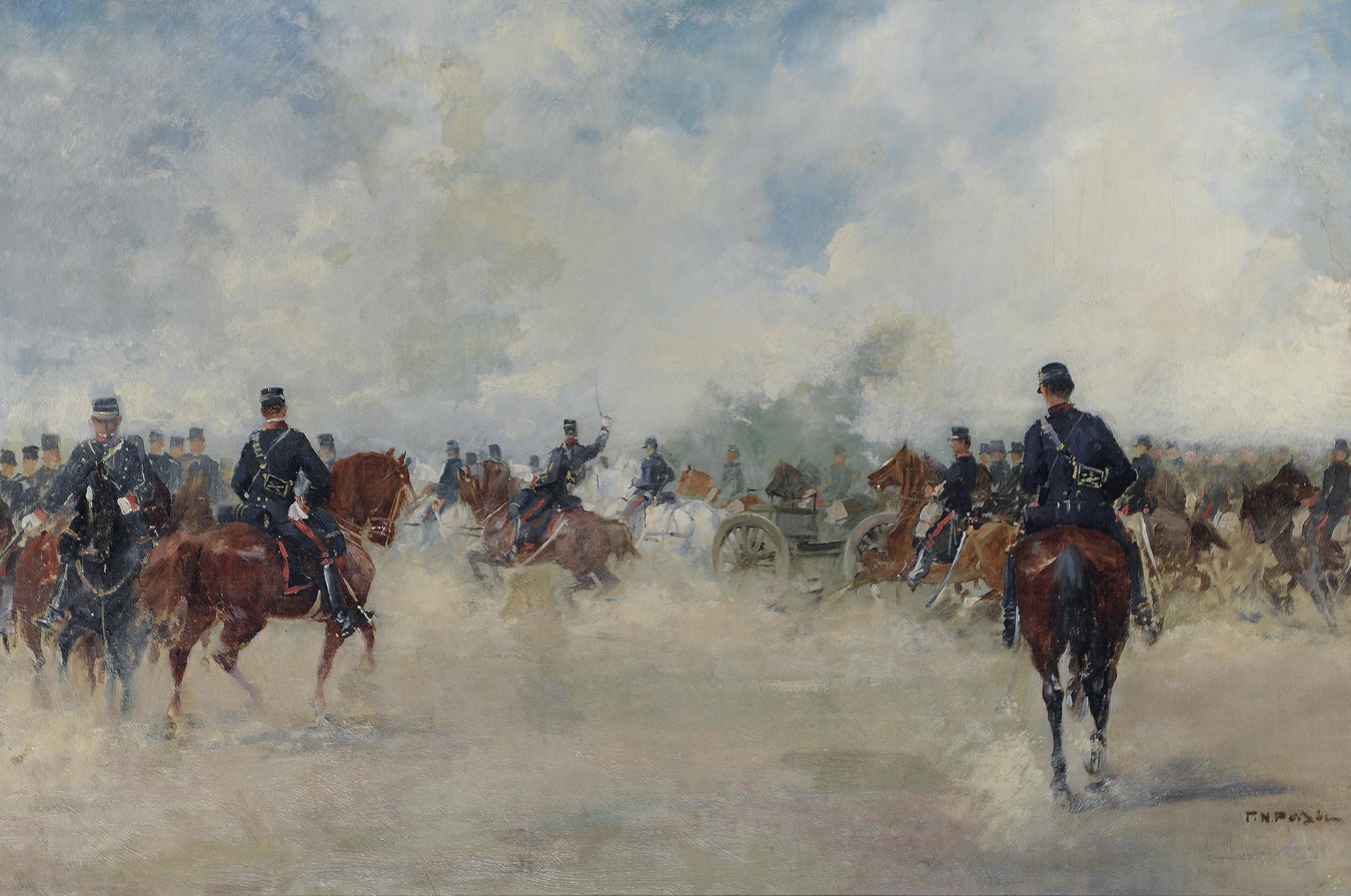
希土戦争のファルサラの戦い (c.1897年)
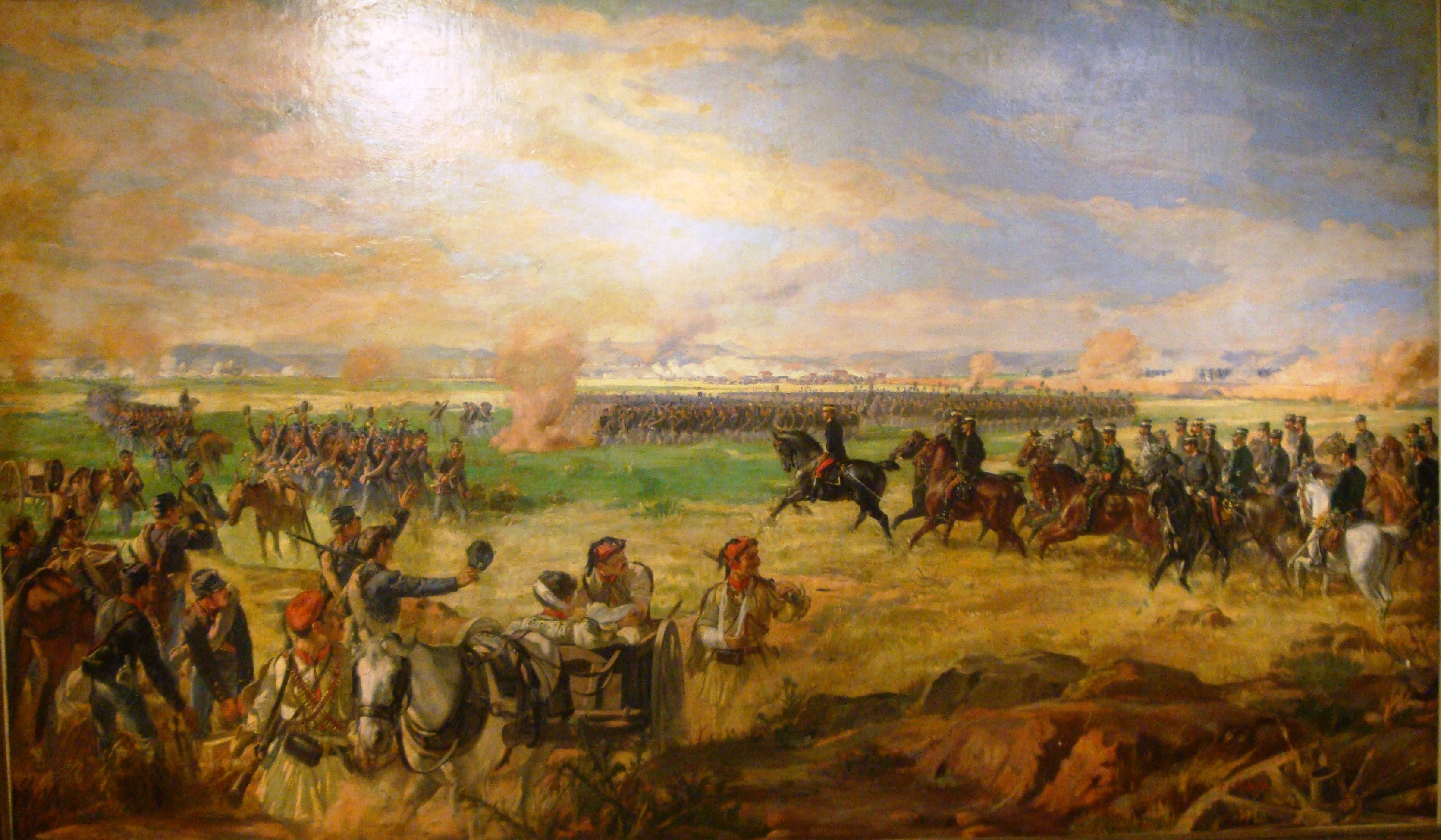
ファルサラの戦い
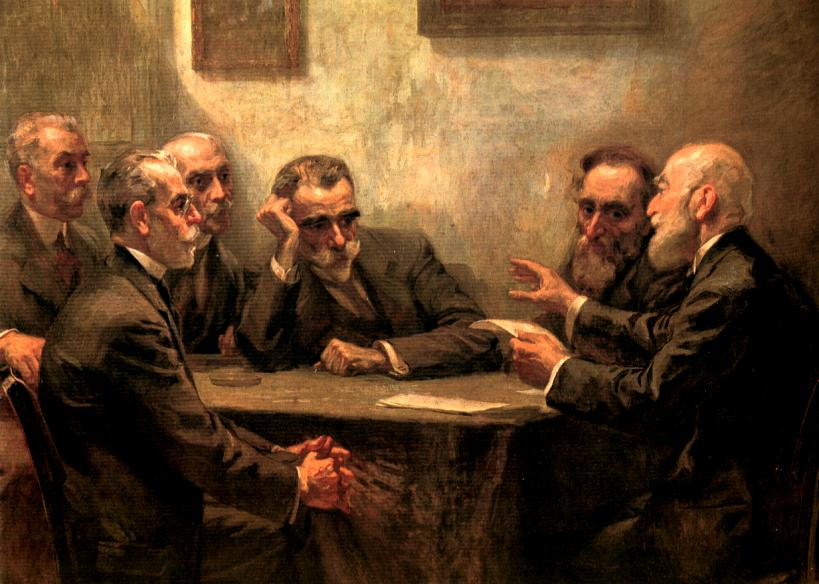
詩人たち

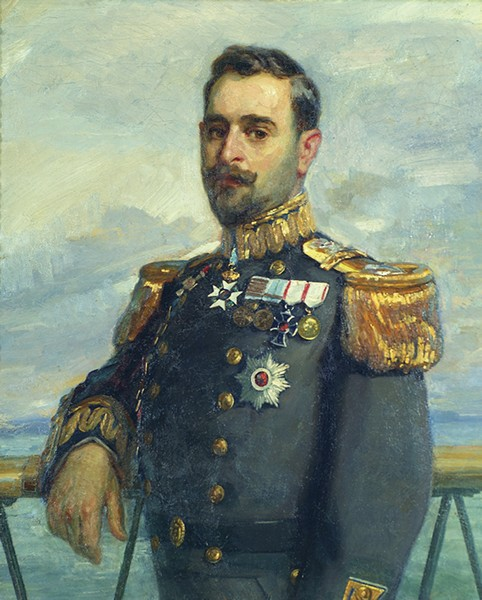
Sofoklis Dousmanis- 海軍軍人
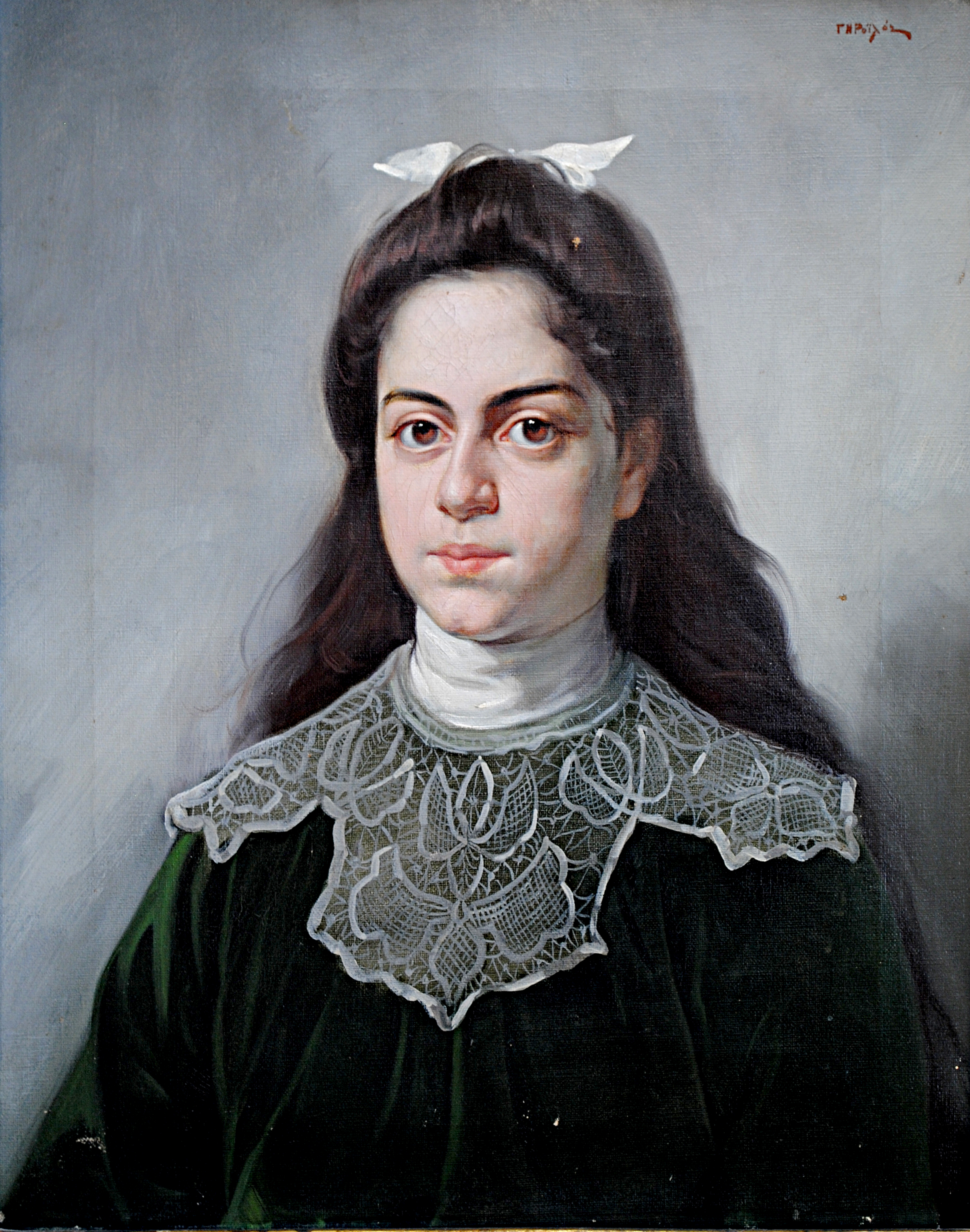
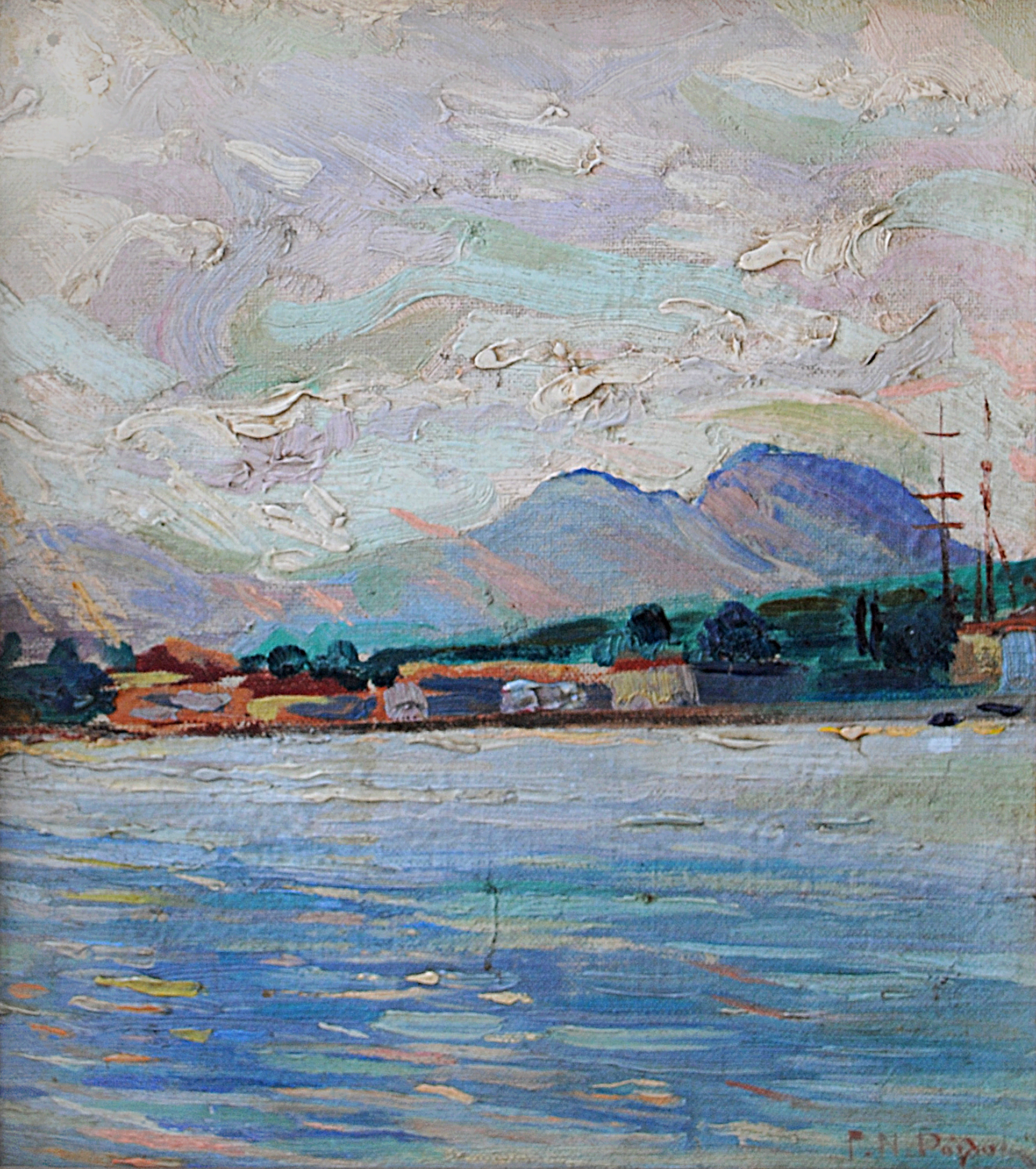
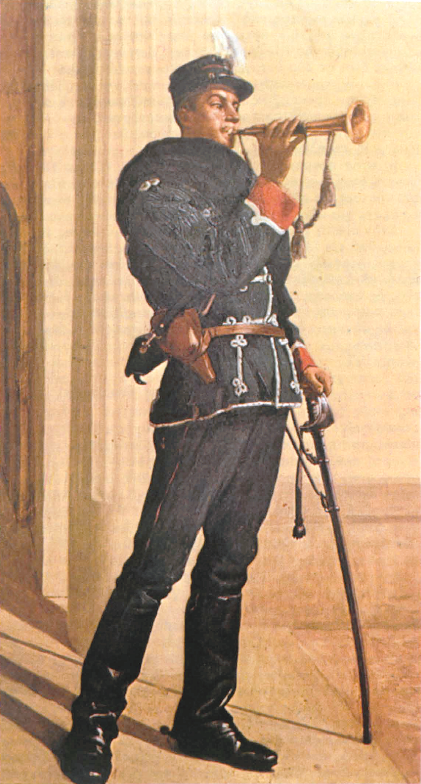